# 性趣何來？
《性趣何來？–人類性行為的演化》（英語：Why is Sex Fun? The Evolution of Human Sexuality）是美國加州大學洛杉磯分校醫學院生理學教授賈德·戴蒙在1997年的著作，論及人類性行為的演化發展。
戴蒙談到人類性行為的一些特殊面向，包括為何女性排卵沒有外在明顯的跡象（隱蔽排卵）、為何人類在私密場所性交，而非公開交配（戴蒙聲稱其他哺乳類動物是公開交配）。還有為何卵巢是U字形。
《性趣何來？–人類性行為的演化》一書和戴蒙的上一本作品《第三種黑猩猩》（1992）相隔五年問世，1997年賈德·戴蒙也出版了著名的《槍炮、病菌與鋼鐵》。為科學大師系列的著作之一。

## 外部連結
- Jones, Steve. . The New York Review of Books Fee or Subscription Access Only. July 17, 1997  [2008-03-20]. （原始内容存档于2008-12-02）. Jared Diamond's book sets out to evolutionize sex.